# Такаока, Юка
Юка Такаока (яп. 高岡由佳, 28 января 1998 года) — японская девушка, которая стала известна после того, как 23 мая 2019 года попыталась убить хостеса, в которого была влюблена, кухонным ножом в ее квартире в Синдзюку, Токио. В декабре 2019 года она была признана виновной в покушении на убийство и приговорена к 3+1⁄2 годам лишения свободы.
Такаока получила популярность в интернете благодаря обстоятельствам нападения и её внешнему виду, поскольку в СМИ её описали как «яндере в реальной жизни» — термин в японском аниме, используемый для описания девушки, которая внезапно становится агрессивной, невменяемой и склонной к убийству по отношению к своему возлюбленному.

## Предыстория
О ранней жизни Такаоки известно немного, кроме того, что она была единственным ребёнком. Бросила университет ради карьеры в японской индустрии баров и услуг, получила должность менеджера в клубе как девушка-хостес в токийском квартале Синдзюку. В октябре 2018 года она познакомилась со своим парнем Фениксом Луной, который был хостесом в ночном клубе Fusion By Youth, расположенном в районе красных фонарей Кабукичо. В первоначальных сообщениях говорилось, что пара переехала в совместную квартиру на пятом этаже Plaire Deuzq East Shinjuku 220 мая 2019 года, но позже парень Такаоки оспорил это. Оказалось, что он не знал, что они встречаются.

## Ход событий
23 мая 2019 года Такаока просматривала мобильный телефон Луны, пока он был в ванной, и наткнулась на фотографии Луны с другими женщинами в хостес-клубе, которые она интерпретировала как фотографии Луны в интимной близости с другими женщинами. В ту ночь Такаока дождалась примерно 3:50 утра, чтобы убедиться, что Луна полностью уснул, и воткнула кухонный нож в живот мужчины. Луна быстро оттолкнул Такаоку и побежал к лифту, после чего упал без сознания.
Такаока заявляла, что ей стало грустно, и одновременно она хотела смерти Луны и хотела умереть сама Затем она оттащила окровавленного мужчину в холл их дома. На ставшей знаменитой фотографии Такаока изображена сидящей на полу в холле резиденции рядом с обнаженным бессознательным телом Луны и игнорирующей прибывших на место происшествия офицеров, с ногами в крови Луны, курящей сигарету и звонящей по мобильному телефону, и, как сообщается, заявляющей: «Я не хотела никуда идти, поэтому села на наружной лестнице… Я не вызвала службу спасения, потому что намеревалась умереть, наблюдая, как он умирает от ножевого ранения». Такаока утверждала: «Поскольку я так сильно его любила, я просто не могла ничего поделать. Убив его, я тоже хотела умереть». Её арестовали по обвинению в покушении на убийство. Луна был госпитализирован в критическом состоянии и находился в коме в течение пяти дней, но пережил нападение и полностью выздоровел Во время задержания в патрульной машине Такаока продемонстрировала неизвестному человеку «злобную ухмылку».

## Последовавшие события

### Обсуждение в социальных сетях
После нападения Такаока получила известность в интернете благодаря своей внешности и сходству поведения с яндере. Пользователи Instagram описывали Такаоку как «слишком красивую преступницу». Пользователи социальных сетей создавали фанатские фотографии и видео, а также картины и рисунки, посвященные ей, что было описано в СМИ как темное увлечение этим преступлением. Tokyo Reporter и News.com.au написали, что фэндом Такаоки — пример более широкого и тревожного интернет-феномена по отношению к привлекательным преступникам, почти сродни к поклонению знаменитостям.

### Судебный процесс
В декабре 2019 года Такаока предстала перед судом по обвинению в покушении на убийство. Её признали виновной. 3 декабря 2019 года Такаока рыдала во время оглашения приговора. Обвинение требовало тюремного заключения сроком на пять лет. 5 декабря 2019 года она была приговорена к 3+1⁄2 годам лишения свободы, при этом судья назвал преступление Такаоки «эгоистичным», и что у неё было «сильное намерение убить».
Луна заявил, что не держит зла на Такаоку, сказав: «Если возможно, я хочу, чтобы люди могли вести нормальную жизнь, а не расплачиваться за свои грехи». До суда Луна урегулировал внесудебный иск против Такаоки на сумму 5 000 000 иен (39 271 доллар США).

### Освобождение
Такаока была освобождена из тюрьмы в неизвестный срок и по состоянию на 2023 год ведёт прямые трансляции игр и выкладывает косплей-фотографии.